# Roberto Belangero
Roberto Belangero (São Paulo, 28 juni 1928 –  aldaar, 30 oktober 1996) was een Braziliaanse voetballer.

## Biografie
Belangero was een begenadigd verdediger en speelde praktisch zijn hele carrière voor Corinthians. Met deze club won hij drie keer het Campeonato Paulista, drie keer het Torneio Rio-São Paulo en in 1953 de Pequeña Copa del Mundo, de voorloper op de wereldbeker. In 1961 beëindigde hij zijn carrière bij het Argentijnse Newell's Old Boys.
Hij speelde ook voor het nationale elftal en speelde op de Zuid-Amerikaanse kampioenschappen van 1956 en 1957. Hij speelde ook de voorbereiding voor het WK 1958, dat de Brazilianen zouden winnen, maar viel voor het WK geblesseerd uit. In 1964 werd hij voor 24 wedstrijden trainer van Corinthians.